# Лукаш Саділек
Лукаш Саділек (чеськ. Lukáš Sadílek, нар. 23 травня 1996, Угерске Градіште, Чехія) — чеський футболіст, півзахисник празької «Спарти» та національної збірної Чехії.

## Ігрова кар'єра

### Клубна
Лукаш Саділек є вихованцем футбольної школи клубу «Словацко». 30 серпня 2014 року він дебютував в першій команді у матчі чемпіонату Чехії. Сезон 2016/17 саділек провів в оренді в клубі Другої ліги «Банік» (Соколов). Після оренди футболіст ще п'ять сезонів провів у складі «Словацко» вже як постійний гравець основного складу команди.
Влітку 2022 року Лукаш Саділек перейшов до столичної «Спарти». І в першому ж сезоні виграв з командою чемпіонський титул. У сезоні 2023/24 разом з командою Саділек грав у груповому етапі Ліги Європи.

### Збірна
З 2011 року Лукаш Саділек виступав за юнацькі та молодіжну збірну Чехії.
17 червня 2023 року у матчі відбору до Євро - 2024 проти Фарерських островів Саділек дебютував у національній збірній Чехії.

## Титули
Спарта (Прага)
 Чемпіон Чехії (2): 2022/23, 2023/24
 Переможець Кубка Чехії: 2023/24

## Особисте життя
Молодший брат Лукаша Міхал також професійний футболіст - гравець нідерландського «Твенте» та національної збірної Чехії.